# Långsvansat piggsvin
Långsvansat piggsvin (Trichys fasciculata) är en gnagare i familjen jordpiggsvin som förekommer i Sydostasien. Arten är den enda i sitt släkte.

## Utseende
Med en kroppslängd (huvud och bål) av upp till 48 cm, en svanslängd av upp till 23 cm och en vikt av 1,7 till 2,3 kg är arten den minsta av alla jordpiggsvin. Långsvansat piggsvin bär på ovansidan bruna taggar som har vita spetsar, huvudet och buken är täckt av hår. Pälsfärgen på buken är vitaktig. Den långa svansen bär huvudsakligen fjäll och vid slutet finns en tofs med borstlika hår. Arten har fyra tår vid framtassen och fem tår vid bakfoten som är utrustade med klor. Svansen kan bryta av när individen flyr från fiender men den kan inte återskapas.

## Utbredning och habitat
Långsvansat piggsvin lever på Malackahalvön, på Sumatra och på Borneo. Den vistas i ursprungliga skogar och i landskap som förändrades av människan. Den kan även hittas på bergsängar i upp till 1 150 meter höga bergstrakter eller i mangroveskogar.

## Ekologi
Individerna är aktiva på natten och vilar på dagen i naturliga jordhålor eller i andra gömställen. De vistas främst på marken men har bra klättringsförmåga. Födan utgörs främst av växtdelar som frukter, frön, unga skott av bambu eller mjuk bark som kompletteras med ryggradslösa djur.
Parningsberedda honor skriker och sedan strider hannarna för rätten att para sig. Den framgångsrika hannen följer vanligen tre dagar med honan. Parningstiden varar från september till november men honor är vanligen bara under en månad mottagliga. Dräktigheten varar cirka sju månader och sedan föds en eller två ungar. Troligen öppnar de ögonen kort efter födelsen, liksom ungar av närbesläktade arter, och de har redan mjuka taggar. Efter upp till åtta veckor slutar honan med digivning och ungarna är i genomsnitt vid ett års ålder könsmogna.
En individ i fångenskap levde 10 år.

## Status
Arten jagas i mindre utsträckning. Beståndet betraktas som stabilt och därför listas långsvansat piggsvin av IUCN som livskraftig (LC).